# Герцог Авейро

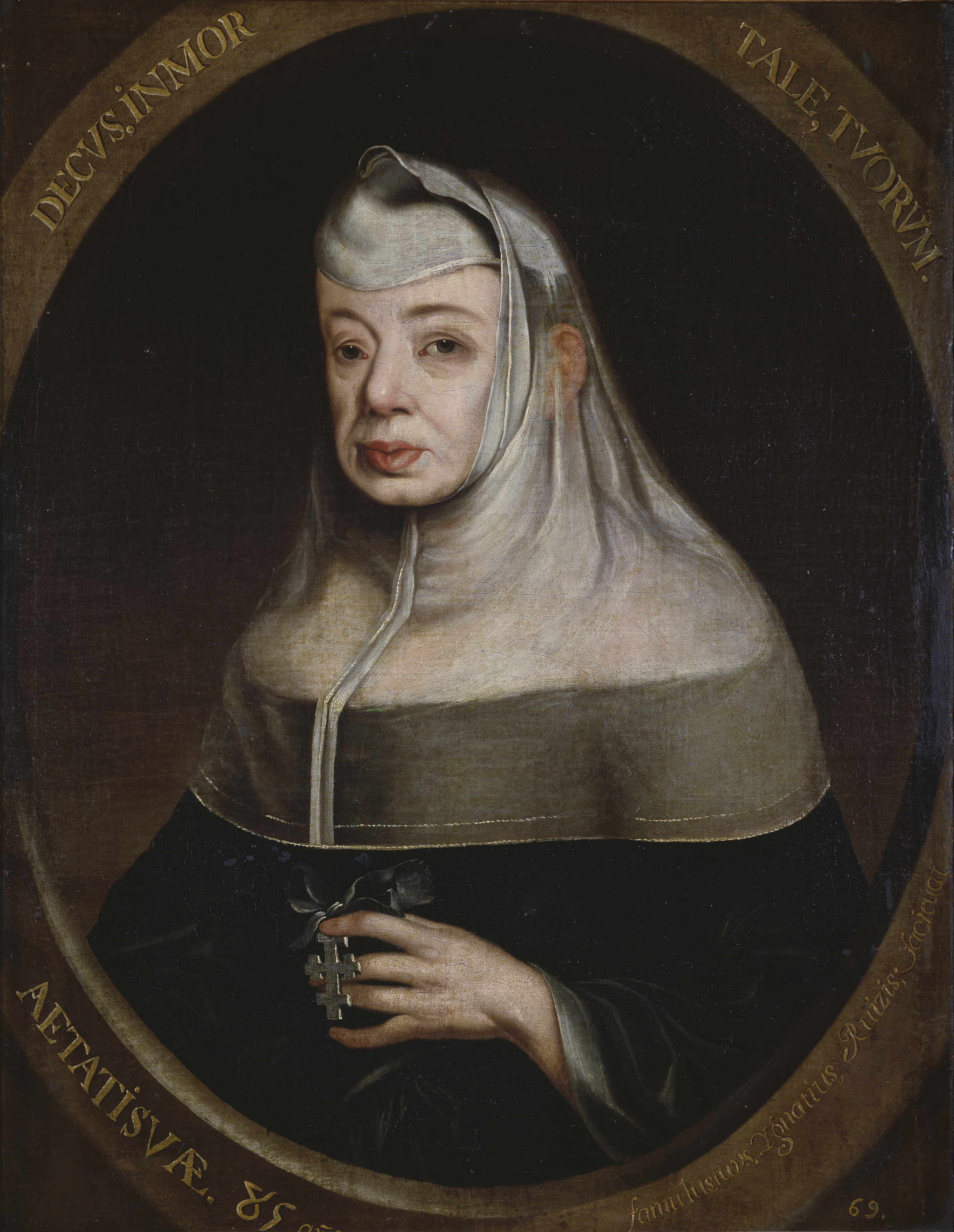
Мария де Гуадалупе де Ленкастре-и-Карденас Манрике, 1-я герцогиня де Авейро.

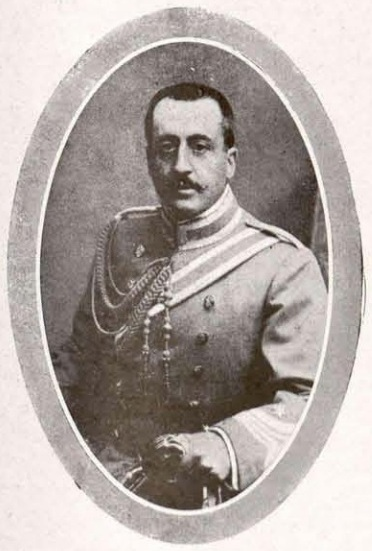
Дон Луис Карвахаль-и-Мельгарехо, 3-й герцог де Авейро

Герцог де Авейро (исп. Duque de Aveyro) — испанский дворянский титул. Он был создан 1 марта 1681 года королём Карлом II для Марии де Гуадалупе де Ленкастре-и-Карденас Манрике (1630—1715), носившей титул 6-й герцогини де Авейру в Португалии.
Мария Гуадалупе де Ленкастре была дочерью Жорже де Ленкаштре, 1-го герцога Торриш-Новаш (1594—1632), и Марии де Карденас Манрике де Лара.
В 1917 году король Испании Альфонсо XIII восстановил титул герцога де Авейро для Луиса Марии де Карвахаля-и-Мельгарехо.
Название герцогского титула происходит от названия города Авейру в Португалии.

## История
Титул герцога де Авейру существовал в Португалии с 1 января 1535 года. Первым носителем титула был Жуан де Ленкаштре (1501—1571), сын инфанта Жорже, герцога Коимбры, и внук короля Португалии Жуана II. Жозе де Маскаренхас да Силва-и-Ленкаштре, 8-й герцог де Авейру (1708—1759), был обвинен в участии в заговоре маркиза Тавора против короля, лишён титула и владений, осуждён и казнён в 1759 году. С 1759 года титул герцога де Авейру находится в состоянии бездействия, имущество казнённого герцога было конфисковано португальской короной и большей частью распределено среди знати.
Мария де Гуадалупе де Ленкастре-и-Карденас Манрике, 6-я герцогиня де Авейру с 1673 года, получила от короля Испании Карла II испанский титул герцогине де Авейро.

## Герцоги де Авейро
|                                  | Титул | Период                    |
| Креация создана Карлом II        | Креация создана Карлом II | Креация создана Карлом II |
| -------------------------------- | --- | ------------------------- |
| I                                | Мария де Гуадалупе де Ланкастр и Карденас Манрике, 1-я герцогиня Авейро (1630 — 9 февраля 1715), старшая дочь Жорже де Ланкастра, 1-го герцога де Торриш-Новаш (1594—1632), и Аны Марии де Карденас и Манрике де Лара (ок. 1600—1660) | 1681-1715                 |
| II                               | Габриэль Понсе де Леон и де Ланкастр, 2-й герцог Авейро (9 августа 1667 — 23 июня 1745), второй сын предыдущей и Мануэля Понсе де Леона, 6-го герцога Аркоса (1630—1693)                                                              | 1715-1745                 |
| Креация возрождена Альфонсо XIII | |                           |
| III                              | Луис Мария де Карвахаль и Мельгарехо (12 октября 1871 — 9 июля 1937), старший сын Луиса Марии де Карвахаль и Фернандес де Кордова (1842—1899) и Марии де лос Долорес Мельгарехо и Валарино (1851—1896)                                | 1917-1937                 |
| IV                               | Анхель Мария де Карвахаль и Сантос-Суарес (20 июля 1899—1965), старший сын предыдущего | 1940-1965                 |
| V                                | Луис Хайме де Карвахаль и Салас (род. 29 октября 1942), единственный сын предыдущего | 1965 — настоящее время    |

## История герцогов Авейро
- Мария Гуадалупе де Ланкастр и Карденас Манрике (1630—1715), 1-я герцогиня Авейро (Испания), 6-я герцогиня Авейру (Португалия). Она вышла замуж за Мануэля Понсе де Леон, 6-го герцога Аркоса. Её преемником стал второй сын:
- Габриэль Понсе де Леон и Ланкастр (1667—1745), 2-й герцог Авейро (Испания), 7-й герцог Авейру (Португалия), 1-й герцог Баньос (с 1699).

С 1745 по 1917 год титул герцога Авейро находился в состоянии бездействия.
- Луис Мария де Карвахаль и Мельгарехо (1871—1937), 3-й герцог Авейро, 12-й маркиз Пуэрто-Сегуро, 11-й маркиз Goubea, 12-й граф Порталегре, 1-й граф Кабрильяс, 15-й граф Байлен. Он женился на Марии дель Кармен Сантос-Суарес и Гуильямос, 6-й маркизе ла Ньевес, дочери Мария дель Пилар Гуильямос и Пиньейро. Его преемником стал его сын:
- Анхель Мария де Карвахаль и Сантос-Суарес (1899—1965), 4-й герцог де Авейро, 13-й маркиз Пуэрто-Сегуро, 15-й маркиз Сенете, 7-й маркиз де ла Ньевес. Он женился на Марии Салас и Гириор, дочери Марии Долорес Гириор и Менкос, маркизы де Гириор. Его преемником стал его сын:
- Хайме Луис де Карвахаль и Салас (род. 1942), 5-й герцог Аверо, 14-й маркиз Пуэрто-Сегуро. Он был женат трижды (1-я жена — Бланка Лопес-Чичерри и Дабан, 2-я жена — Эстер Руис-Казо и Вальдес, 3-я жена — Ирен Баллестерос и Асанкот). Нынешний герцог имеет двух детей от первого брака:
  - Мария Марта Карвахаль и Лопес-Чичери (род. 1968), наследница титула
  - Хайме Альфонсо де Карвахаль и Лопес-Чичери (род. 1970), женат на Эльзе Рамирес и Идальго, двое детей.